# Asphondylia auripila
Asphondylia auripila là một loài ruồi trong họ Cecidomyiidae.